# 铜鼓镇 (巫山县)
铜鼓镇，是中华人民共和国重庆市巫山县下辖的一个乡镇级行政单位。

## 行政区划
铜鼓镇下辖以下地区：
鼓心社区、水流村、龙湾村、茅坝村、葛家村、铜鼓村、竹园村、青松村、双庙村、柳池村、观阁村和鲍田村。